# Катастрофа Ан-24 в Тарко-Сале
Катастрофа Ан-24 в Тарко-Сале — авиационная катастрофа, произошедшая пятничным вечером 9 декабря 1977 года на южной окраине Тарко-Сале. Авиалайнер Ан-24РВ Сургутского ОАО авиакомпании «Аэрофлот» начал выполнять плановый внутренний рейс SU-134 по маршруту Тарко-Сале — Сургут, но через минуту после взлёта лайнер врезался в землю (болото) и полностью разрушился. Из находившихся на его борту 23 человек — 18 пассажиров и 5 членов экипажа, погибли 17, выжили 6, получив ранения.

## Самолёт
Ан-24РВ с бортовым номером 47695 (заводской — 27307602) был выпущен заводом Антонова 18 февраля 1972 года. Всего на момент катастрофы авиалайнер имел в общей сложности 11 791 час налёта и 8486 посадок.

## Экипаж
Экипаж был из 358-го лётного отряда и имел следующий состав:
- Командир воздушного судна (КВС) — Федяев Василий Ильич;
- Второй пилот — Ковшов Виктор Леонидович;
- Штурман — Голына Виктор Петрович;
- Бортинженер — Олейник Иван Иванович;
- В салоне самолёта работала стюардесса Анна Андреевна Фалькова

## Хронология событий
Изначально самолёт должен был осуществлять взлёт по магнитному курсу 20°, а затем выходить на курс следования по маршруту — 190°. Но ввиду наличия штиля экипаж попросил разрешения взлетать по курсу 200°, тем самым после взлёта им оставалось довернуть всего на угол 10° влево, что могло дать экономию времени. Диспетчер с данным предложением согласился и 9 декабря 1977 года, вечером в 19:25 местного времени (17:25 МСК) 18 пассажирами и 5 членами экипажа рейс SU-134 вылетел из аэропорта Тарко-Сале, а рейс выполнял Ан-24РВ борт СССР-46795, летящий из Тарко-Сале в Сургут. Всего на его борту находились 23 человека: 18 пассажиров и 5 членов экипажа. В это время стояла безлунная ночь, на небе были лишь отдельные облака, штиль, температура воздуха −38 °C, видимость 5 километров.
Поднявшись до высоты 120 метров при скорости 295 км/ч, экипаж убрал закрылки. Перебалансировка самолёта рулём высоты в данном процессе была недостаточной, поэтому, когда закрылки были полностью убраны, самолёт прекратил подъём и начал снижаться. Затем экипаж отклонением элеронов на 6° и руля направления на 5° быстро ввёл авиалайнер в правый крен 20° (в 1,5—2 раза выше, чем при стандартном манёвре), а штурвал кратковременно отклонили «от себя». Из-за этого самолёт начал снижаться с вертикальной скоростью до 9 м/с. Далее экипаж вернул элероны почти в нейтральное положение, но руль направления сохранял отклонение вправо, из-за чего правый крен продолжал увеличиваться и достиг 30°. Затем руль высоты вернули в положение, как перед уборкой закрылков, но из-за отсутствия перебалансировки самолёта вертикальная скорость достигла 15 м/с, а приборная — 425 км/ч. Спустя 8—10 секунд с начала ввода самолёта в правый крен экипаж начал из этого крена выходить, для чего отклонили элероны и руль высоты, тем самым снижая крен и вертикальную скорость снижения. При этом экипаж делал это с темпом, как при стандартном манёвре, словно и не подозревая, что земля уже находится в опасной близости. Двигатели при этом продолжали работать во взлётном режиме.
Через полторы секунды летящий по курсу 200° и с правым креном 21° Ан-24 при истинной скорости 365 км/ч (приборная — 425 км/ч) и с вертикальной скоростью 8—10 м/с под углом тангажа 4° в 2339 метрах от торца взлётно-посадочной полосы ударился правым концом крыла о замёрзшее болото, покрытое редколесьем. От удара авиалайнер полностью разрушился и частично сгорел. Обломки разбросало по площади длиной 365—388 метров длиной и 50—60 метров шириной. Прибывшие спасательные службы обнаружили на месте катастрофы 9 выживших: штурман и 8 пассажиров. Позже, однако, 3 пассажира скончались в больницах от полученных ран. Всего в катастрофе погибли 17 человек: 4 члена экипажа и 13 пассажиров.

## Причины
По свидетельствам выжившего штурмана, он наблюдал впереди по ходу самолёта некую светящуюся красную точку. Однако, по мнению комиссии, других воздушных судов в этот момент в районе аэропорта не было, а красная точка могла быть заградительным огнём ДПРМ, либо каким-нибудь неустановленным объектом, например сигнальной ракетой или костром.

Причиной катастрофы является допущенное экипажем снижение самолёта после взлёта ночью с момента начала уборки закрылков.
Возможной причиной перехода в снижение явилось отвлечение внимания экипажа от пилотирования в продольном канале вследствие:
- выполнения экстренного манёвра отворота от кажущегося препятствия по курсу взлета;
- нормального или ложного срабатывания светового табло системы сигнализации работоспособности авиагоризонтов.

— 